# Belgische kampioenschappen atletiek 1969
De Belgische kampioenschappen atletiek 1969 alle Categorieën vonden, voor zowel de mannen als de vrouwen, op 2 en 3 augustus plaats in Brussel.

## Uitslagen
| Atleet                  | Prestatie | Onderdeel            | Atlete                | Prestatie   |
| ----------------------- | --------- | -------------------- | --------------------- | ----------- |
| Paul Poels              | 10,6 s    | 100 m                | Rita Jacobs           | 12,2 s      |
| Paul Poels              | 21,4 s    | 200 m                | Lieve Ducatteeuw      | 24,7 s      |
| Willy Vandenwijngaerden | 47,9 s    | 400 m                | Francine Peyskens     | 57,7 s      |
| Tony Goovaerts          | 1.52,0    | 800 m                | Francine Peyskens     | 2.14,8      |
| André Dehertoghe        | 3.43,1    | 1500 m               | Marie-Claire Decroix  | 4.48,1      |
| Gaston Roelants         | 14.10,6   | 5000 m               | -                     | -           |
| Gaston Roelants         | 29.27,6   | 10.000 m             | -                     | -           |
| -                       | -         | 100 m horden         | Anne Van Rensbergen   | 15,0 s      |
| Wilfried Geeroms        | 14,5 s    | 110 m horden         | -                     | -           |
| Wilfried Geeroms        | 24,1 s    | 200 m horden         | Nora Mommens          | 28,3 s (NR) |
| Karel Brems             | 53,0 s    | 400 m horden         | -                     | -           |
| Eddy Van Butsele        | 8.47,0    | 3000 m steeple       | -                     | -           |
| Paul Dumont             | 1,95 m    | hoogspringen         | Helga Deprez          | 1,57 m      |
| Roger Lespagnard        | 4,30 m    | polsstokhoogspringen | -                     | -           |
| Philippe Housiaux       | 7,35 m    | verspringen          | Monique Vanherck      | 5,77 m      |
| Albert Van Hoorn        | 14,49 m   | hink-stap-springen   | -                     | -           |
| François Hoste          | 16,75 m   | kogelstoten          | Helga Deprez          | 11,95 m     |
| Robert Van Schoor       | 53,00 m   | discuswerpen         | Maggy Wauters         | 41,62 m     |
| Lode Wyns               | 72,58 m   | speerwerpen          | Ghislaine D'Hollander | 40,64 m     |
| Marcel Hertogs          | 57,82 m   | hamerslingeren       | -                     | -           |

1889 · 
1890 · 
1891 · 
1892 · 
1893 · 
1894 · 
1895 · 
1896 · 
1897 · 
1898 · 
1899 · 
1900 · 
1901 · 
1902 · 
1903 · 
1904 · 
1905 · 
1906 ·
1907 ·
1908 · 
1909 · 
1910 · 
1911 · 
1912 · 
1913 · 
1914 · 
1919 · 
1920 · 
1921 · 
1922 · 
1923 · 
1924 · 
1925 · 
1926 · 
1927 · 
1928 · 
1929 · 
1930 · 
1931 · 
1932 · 
1933 · 
1934 · 
1935 · 
1936 · 
1937 · 
1938 · 
1939 · 
1940 · 
1941 · 
1942 · 
1943 · 
1944 · 
1945 · 
1946 · 
1947 · 
1948 · 
1949 · 
1950 · 
1951 · 
1952 · 
1953 · 
1954 · 
1955 · 
1956 · 
1957 · 
1958 · 
1959 · 
1960 · 
1961 · 
1962 · 
1963 · 
1964 · 
1965 · 
1966 · 
1967 · 
1968 · 
1969 · 
1970 · 
1971 · 
1972 · 
1973 · 
1974 · 
1975 · 
1976 · 
1977 · 
1978 · 
1979 · 
1980 · 
1981 · 
1982 · 
1983 · 
1984 · 
1985 · 
1986 · 
1987 · 
1988 · 
1989 · 
1990 · 
1991 · 
1992 · 
1993 · 
1994 ·
1995 · 
1996 · 
1997 · 
1998 · 
1999 · 
2000 · 
2001 · 
2002 · 
2003 · 
2004 · 
2005 · 
2006 · 
2007 · 
2008 · 
2009 · 
2010 · 
2011 · 
2012 · 
2013 · 
2014 · 
2015 · 
2016 · 
2017 · 
2018 · 
2019 · 
2020 · 
2021 · 
2022 · 
2023 · 
2024